# 逸身喜一郎
逸身 喜一郎（いつみ きいちろう、1946年 - ）は、日本の西洋古典学者、東京大学名誉教授。

## 略歴
大阪市生まれ。1970年に東京大学文学部西洋古典学専修課程を卒業し、1972年に同大学院人文科学研究科修士課程修了、1975年には博士課程を単位修得退学した。1976 - 1982年東大教養学部助手、1979 - 1982年セント・アンドルーズ大学大学院ギリシャ科留学、1983年Ph.D.取得、1984年成城大学文芸学部助教授、1991年教授、1994年旧・東京都立大学教授、1997年東京大学文学部人文社会系研究科教授。1989年から一年間オックスフォード大学セント・ヒューズ・コレッジ客員教員。2010年に東京大学名誉教授。日本西洋古典学会役員で、2016年 - 2018年には委員長（第11代）に就いた。日本学術会議会員。

## 著書
- 『古代ギリシャ・ローマの文学 韻文の系譜』放送大学教育振興会 1996
- 『ギリシャ・ローマ文学 韻文の系譜』放送大学教育振興会 2000
- 『ラテン語のはなし 通読できるラテン語文法』大修館書店 2000
- 『ソフォクレース『オイディプース王』とエウリーピデース『バッカイ』』岩波書店〈書物誕生－あたらしい古典入門〉 2008
- 『ギリシャ神話　ルネッサンス・バロック絵画から遡る 「シリーズ文学の世界　NHKカルチャーラジオ」』NHK出版 2011
- 『ラテン文学を読む　ウェルギリウスとホラーティウス』岩波書店〈岩波セミナーブックス〉 2011
- 『ギリシャ神話は名画でわかる　なぜ神々は好色になったのか』NHK出版新書 2013
- Pindaric Metre’ The Other Half’. Oxford University Press 2009 [3]
- 『ギリシャ・ラテン文学――韻文の系譜をたどる15章』研究社、2018（『ギリシャ・ローマ文学 韻文の系譜』放送大学教育振興会 2000の増補改訂版）

### 翻訳
- 『四つのギリシャ神話 『ホメーロス讃歌』より』片山英男共訳、岩波文庫 1985
- 『ギリシア悲劇全集 10 アイスキュロス断編』岩波書店 1991
- 『ギリシア悲劇全集 9 バッカイ』エウリーピデース 岩波書店 1992
  - 『バッカイ バッコスに憑かれた女たち』岩波文庫 2013
- ロナルド・サイム『ローマ革命 共和政の崩壊とアウグストゥスの新体制』（上下、共訳・訳者代表）、岩波書店 2013

## 論文
- The ‘Choriambic Dimeter’ of Euripides :CLASSICAL QUARTERLY  Vol.32

2009(online)
- The Glyconic in Tragedy :CLASSICAL QUARTERLY  Vol.34

2009(online)

## 記念論集
- 『西洋古典学の明日へ－逸身喜一郎教授退職記念論文集』 知泉書館、2010